# 1889 en photographie
| Années de la photographie : 1886 - 1887 - 1888 - 1889 - 1890 - 1891 - 1892    |
| Décennies de la photographie : 1850 - 1860 - 1870 - 1880 - 1890 - 1900 - 1910 |

Cet article présente les faits marquants de l'année 1889 en photographie.

## Événements
- Célébration à Paris du cinquantenaire de la divulgation officielle de la photographie, sous l'égide de la Société française de photographie, en s'appuyant sur la dynamique de l’Exposition universelle ; une exposition rétrospective de photographie y est organisée par le Conservatoire national des arts et métiers dans la IIIe section consacrée aux Arts et métiers[1].
- Fondation de la Société photographique japonaise à Tokyo.
- Création de la revue américaine de photographie Wilson's Photographic Magazine, publiée par Edward Livingston Wilson (en) à New York.
- Jean Delton crée à Paris la revue Photographie hippique.
- Lala Deen Dayal est nommé photographe de la reine Victoria.
- Étienne-Jules Marey, en collaboration avec son assistant Georges Demenÿ, met au point une nouvelle caméra argentique et désigne sous le nom de chronophotographie la technique de prise de vue instantanée qui consiste à prendre une succession de photographies, permettant de décomposer chronologiquement les phases d’un mouvement ou d’un phénomène physique.
- Le médecin, bactériologiste et immunologiste français Émile Roux crée le laboratoire de photomicrographie de l'Institut Pasteur à Paris.
- Lors de l’Exposition universelle, l’inventeur français Ernest Théophile Enjalbert présente la première cabine photographique.

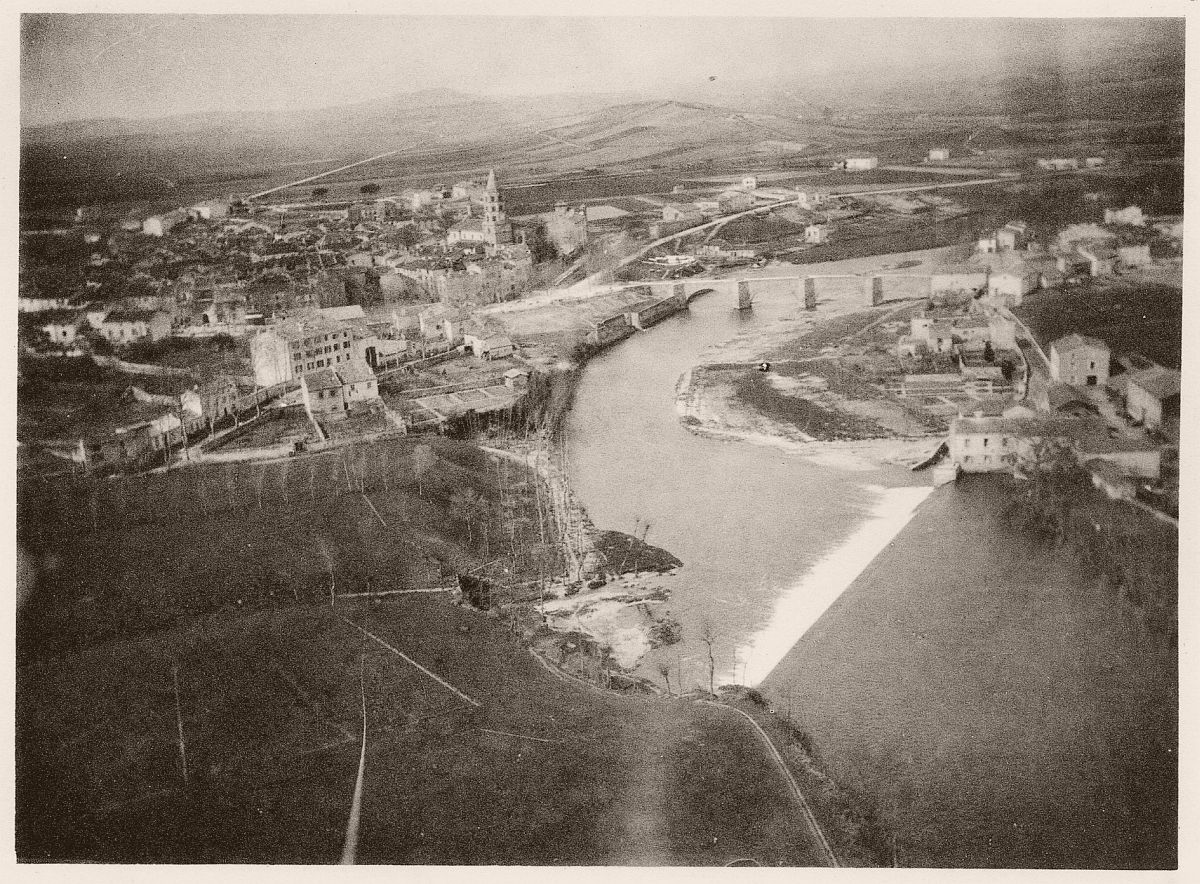
Arthur Batut, vue perspective de Labruguière dans le Tarn, photographiée en cerf-volant, à 90 m de hauteur, le 29 mars 1889, à 11 h du matin.

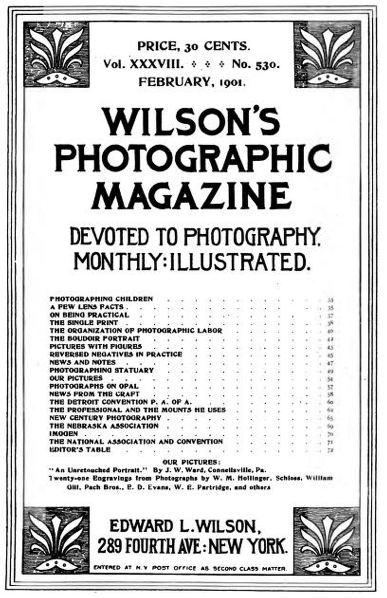
Numéro de février 1901 du Wilson's Photographic Magazine.

## Photographies notables
- Alfred Stieglitz réalise à Berlin Sun Rays—Paula qu'il ne rendra publique qu'en 1921[2].
- Frédéric Boissonnas photographie la Fête des Vignerons à Vevey en Suisse et en publie un album de 90 photographies : Souvenir de la Fête des vignerons, 5-10 août 1889 à Vevey. Épreuves obtenues par l’escopette[3].

## Études, essais, articles
- Alphonse Bertillon, « Photographie judiciaire à la préfecture de police de Paris », La Nature, no 833,‎ 18 mai 1889, p. 587-591 (lire en ligne).
- Peter Henry Emerson, Naturalistic Photography for Students of the Art, Londres, Sampson Low, Marston, Searle & Rivington, XII-307 p.
- Aymar de La Baume Pluvinel, Le développement de l'image latente : la photographie au gélatino-bromure d'argent, Paris, Gauthier-Villars et fils, 1889 (lire en ligne).
- Henry Peach Robinson (trad. Hector Colard), La photographie en plein air : comment le photographe devient un artiste, Paris, Gauthier-Villars et fils, 2 vol. (lire en ligne).
- Léon Vidal, Manuel du touriste photographe, Paris, Gauthier-Villars (2e édition augmentée), coll. « Annales de la photographie », XVI-343 p.

## Festivals et congrès photographiques
- août : 1er Congrès international de photographie, Paris.

## Naissances
- 12 février : Yasuzō Nojima, photographe japonais, mort le 14 août 1964.
- 22 mars : Thilly Weissenborn, photographe néerlandaise, active à Java, morte le 28 octobre 1964.
- 16 juillet : Louis-Victor Emmanuel Sougez, photographe français, mort le 24 août 1972.
- 4 septembre : Pere Català Pic, photographe et écrivain espagnol, mort le 13 juillet 1971.
- 19 septembre : Marcelin Flandrin, photographe français, mort le 18 juin 1957.
- 18 octobre : Pierre Coutras, avocat français, photographe amateur à Marseille, mort le 12 janvier 1981.
- 14 novembre : Hakuyō Fuchikami, photographe japonais, mort le 8 février 1960.
- 6 décembre : Stefano Bricarelli, photographe et journaliste italien, mort le 8 mai 1989.
- Date précise inconnue : 
  - Luis Ramón Marín, photographe espagnol, mort en 1944.
  - Ceferino Yanguas, photographe espagnol, mort en 1970.

## Décès
- 7 janvier : Giorgio Conrad, photographe suisse actif en Italie, né le 17 juin 1827.
- 20 janvier : Henri-Antoine Boissonnas, photographe genevois, né le 7 novembre 1833.
- 24 février : Philip Henry Delamotte, photographe et illustrateur britannique, né le 21 avril 1821.
- 11 mars : Antoine Alary, photographe français, actif en Algérie, né le 20 avril 1811.
- 5 avril : Auguste Autin, photographe français, né le 24 septembre 1809.
- 27 avril : Samuel Heer, photographe suisse, né le 12 septembre 1811.
- 3 août : Hippolyte Jouvin, photographe français, né le 7 décembre 1825.
- 19 août : Sándor Beszédes, photographe hongrois, né en 1830.
- 2 septembre : Alessandro Pavia, photographe italien, né le 12 septembre 1824.
- 1er octobre : Valerien Ostroga, photographe polonais et anarchiste, actif en France, né en 1840.
- 4 octobre : Eugène Disdéri, photographe français, né le 28 mars 1819.
- 24 novembre : Alphonse Bernoud, photographe français, actif en Italie, né le 4 février 1820.
- 22 décembre : Édouard Baldus, peintre et photographe prussien naturalisé français, né le 5 juin 1813.
- Date précise inconnue :
  - Paolo Francesco D'Alessandri, photographe italien, né en 1824.

## Célébrations
Centenaire de naissance
- William Cranch Bond